# Кинг (тауншип, Миннесота)
Кинг (англ. King) — тауншип в округе Полк, Миннесота, США. На 2000 год его население составило 195 человек.

## География
По данным Бюро переписи населения США площадь тауншипа составляет 91,4 км², из которых 90,5 км² занимает суша, а 0,9 км² — вода (0,96 %).

## Демография
По данным переписи населения 2000 года здесь находились 195 человек, 76 домохозяйств и 56 семей.  Плотность населения —  2,2 чел./км².  На территории тауншипа расположено 82 постройки со средней плотностью 0,9 построек на один квадратный километр. Расовый состав населения: 100,00 % белых.
Из 76 домохозяйств в 34,2 % воспитывались дети до 18 лет, в 61,8 % проживали супружеские пары, в 6,6 % проживали незамужние женщины и в 26,3 % домохозяйств проживали несемейные люди. 25,0 % домохозяйств состояли из одного человека, при том 13,2 % из — одиноких пожилых людей старше 65 лет. Средний размер домохозяйства — 2,57, а семьи — 3,11 человека.
25,6 % населения — младше 18 лет, 8,7 % — в возрасте от 18 до 24 лет, 23,1 % — от 25 до 44, 27,7 % — от 45 до 64, и 14,9 % — старше 65 лет. Средний возраст — 40 лет. На каждые 100 женщин приходилось 116,7 мужчин.  На каждые 100 женщин старше 18 приходилось 113,2 мужчин.
Средний годовой доход домохозяйства составлял 40 833 доллара, а средний годовой доход семьи —  57 500 долларов. Средний доход мужчин —  27 083  доллара, в то время как у женщин — 21 389. Доход на душу населения составил 21 211 долларов. За чертой бедности находились 5,6 % семей и 4,6 % всего населения тауншипа, из которых 12,1 % младше 18 и 5,1 % старше 65 лет.